# Holger Schwiers
Holger Schwiers (* 13. April 1947 in Marburg) ist ein deutscher Schauspieler und Synchronsprecher.

## Leben
Nach seiner Ausbildung an der Hochschule für Darstellende Kunst in Hamburg bekam Schwiers diverse Engagements, unter anderem am Deutschen Schauspielhaus. Zu seinen Rollen gehörten der Koch in Bertolt Brechts Mutter Courage, Kreon in Medea nach Jean Anouilh und Lerse in Goethes Götz von Berlichingen. Er tritt auch im Tourneetheater das ensemble seiner Schwester Ellen Schwiers auf, zuletzt 2009 in der Titelrolle des Jedermann. Auf der Bühne ist er auch als Regisseur tätig, so z. B. bei Max Frischs Biografie: Ein Spiel.
Daneben trat Holger Schwiers in diversen Fernsehproduktionen auf, darunter Alle meine Töchter (wiederkehrend als Veit Kofler), Aus heiterem Himmel, Der Landarzt, Der Bulle von Tölz (jeweils gemeinsam mit seiner Schwester Ellen Schwiers und seiner Nichte Katerina Jacob) und zwei Filme der Reihe Polizeiruf 110.
Als Synchronsprecher lieh er seine Stimme ausländischen Kollegen wie Samuel L. Jackson (Tödliche Weihnachten), Ray Winstone (Letzte Runde und King Arthur), Delroy Lindo (Minnesota), Jean-Paul Zehnacker (Serie Die Insel der dreißig Tode) und Ted Lange (Serie Love Boat) sowie der Figur Gonza im Animefilm Prinzessin Mononoke. Als Dialogautor und Synchronregisseur hatte Schwiers u. a. die deutsche Fassung der Filme Blair Witch Project und Thirteen Days sowie des TV-Dreiteilers Die Nebel von Avalon zu verantworten.

## Filmografie (Auswahl)
- 1974: Hamburg Transit – Eine Sekretärin
- 1981: Beim Bund (Serie)
- 1995–1999: Alle meine Töchter (Serie)
- 1995: Aus heiterem Himmel (Serie)
- 1995: Der Landarzt (Serie)
- 1996: Der Bulle von Tölz: Tod am Altar
- 1996: Polizeiruf 110 – Der schlanke Tod (Fernsehreihe)
- 1997: Es geschah am hellichten Tag (Fernsehfilm)
- 1997: Für alle Fälle Stefanie (Serie)
- 1998: Wie würden Sie entscheiden? (Serie)
- 1998: Polizeiruf 110 – Todsicher (Fernsehreihe)
- 1999: Menschenjagd
- 2002: Der Bulle von Tölz: Liebespaarmörder

## Synchronrollen (Auszug)
Michael Madsen
- 1997: Desert War – Hinter feindlichen Linien als Gunnery Sgt. Zach Massin
- 1997: Donnie Brasco als Dominick Napolitano
- 2000: The Inspectors – Zerrissene Beweise als Joe
- 2001: Die Todesengel von L.A. als James Alexander

Ray Winstone
- 2003: Unterwegs nach Cold Mountain als Teague
- 2012: The Crime als DI Jack Regan
- 2014: Noah als Tubal-Kain

Georg Stanford Brown
- 1990: Misshandelte Kinder – Sie brauchen nichts als Hilfe als Ben Humphries
- 2005: Für alle Fälle Amy als Detective Sanders

Ernie Hudson
- 1994: Flucht aus Absolom als Hawkins
- 1996: Mörderischer Tausch als Direktor Claude Rolle

### Filme
- 1976: Tom Skerritt in Magnum 45 als Mann
- 1977: Lam Fai Wong in Der Schwur der Karateka als Chu Chung
- 1979: Ai Fei in Die Todeshand des gelben Adlers als Meister Zhou
- 1980: Cheng Chi Ying in Der Todestempel der Shaolin als 3. Killer
- 1981: Tan Chen Tu in Das Grabmal der Shaolin als Li Ya Song
- 1982: Robert F. Lyons in Der Mann ohne Gnade als Fred McKenzie
- 1984: Gregory Hines in Die Muppets erobern Manhattan als Rollschuhfahrer
- 1988: David Hasselhoff in Zärtliche Chaoten II als Michael Trutz von Rhein
- 1989: Sam Elliott in Jessica und das Rentier als John Riggs
- 1990: Brian Thompson in Moon 44 als Jake O’Neal
- 1991: Yaphet Kotto in Freddy’s Finale – Nightmare on Elm Street 6 als Doc
- 1992: Christopher Lambert in Fortress – Die Festung als John Henry Brennick
- 1992: Ron Canada in Kevin – Allein in New York als Streifenpolizist
- 1993: Christopher McDonald in Im Bann des Zweifels als Dan
- 1993: Michael Rooker in Stephen Kings Stark als Sheriff Alan Pangborn
- 1994: Sidney Poitier in Der Hass ist blind als Dr. Luther Brooks
- 1994: Harrison Page in Columbo: Zwei Leichen und Columbo in der Lederjacke als Detective Sgt. Arthur Brown
- 1995: Wayne Dehart in Der wunderliche Mr. Cox als Robert
- 1996: M.C. Gainey in Baby Business als Harlan
- 1998: Joaquim de Almeida in La Cucaracha – Spiel ohne Regeln als Jose Guerra
- 1999: Jean–Roger Milo in Asterix & Obelix gegen Caesar als Automatix
- 2002: Peter Jason in Ghosts of Mars als Engineer McSimms
- 2004: Matt Salinger in Bigger Than the Sky als Mal Gunn
- 2006: Sam Douglas in Das Parfum – Die Geschichte eines Mörders als Grimal
- 2007: Bryan Cranston in Gefallene Engel 3 als Luzifer Morgenstern
- 2008: Sergio Castellitto in Die Chroniken von Narnia: Prinz Kaspian von Narnia als Miraz
- 2009: Keith David in Gamer als Agent Keith
- 2011: Beto Benites in Colombiana als Don Luis
- 2013: Ludi Boeken in World War Z als Jürgen Warmbrunn
- 2020: M. Emmet Walsh in Knives Out – Mord ist Familiensache als Mr. Proofroc

### Serien
- 1972: Pat Harrington Jr. in Teufelskreis der Angst als Mark Riceman
- 1985–1986: Chris Latta in Action Force – Die neuen Helden als Cobra Commander
- 1988: Bernie Casey in Make-up und Pistolen als P.J. Johnson
- 1988: Ed Bernard in T.J. Hooker als Lt. Tom Reed
- 1990: Charles Adler in Transformers als Dirk Manus
- 1990: Christopher Bowen in Doctor Who als Mordred
- 1990: Dan Haggerty in Der Mann in den Bergen als Adams
- 1992: Neal Benari in Law & Order als Mr. Gordon
- 1996–1998: Peter Breck in Big Valley als Nick Barkley (2. Stimme)
- 2015: Colman Domingo in Law & Order: Trial by Jury als Gus Johnson
- 2016: Paul Ben-Victor in Vinyl als Maury Gold